# Shari (Giappone)
Shari (斜里町?) è una cittadina giapponese della prefettura di Hokkaidō.